# Syarinus honestus
Syarinus honestus är en spindeldjursart som beskrevs av Clarence Clayton Hoff 1956. Syarinus honestus ingår i släktet Syarinus och familjen spinnklokrypare. Inga underarter finns listade i Catalogue of Life.